# Сюзанна Депре
Сюзанна Депре, настоящее имя Шарлотта Буваллe (фр. Suzanne Desprès, Charlotte Bouvallet; 16 декабря 1875, Верден — 1 июля 1951, Париж) — французская актриса театра и кинематографа. Известна созданием образа Рыжика в одноимённом произведении Жюля Ренара. Впоследствии играла преимущественно трагические и драматические роли, в том числе Федры на сцене «Комеди Франсез», Норы в «Кукольном доме» Ибсена и Гамлета в постановке Фирмена Жемье. Также снималась в кино.

## Биография
Шарлотта Буваллe, известная впоследствии под сценическим псевдонимом Сюзанна Депре, родилась в 1875 году в Вердене. В шестилетнем возрасте переселилась с родителями в Париж. Она получила лишь начальное образование, поскольку с раннего возраста ей пришлось начать работать. Втайне от родителей, не одобрявших её желание стать певицей или актрисой, Шарлотта ходила на спектакли в Комеди Франсез. В 1894 году друг семьи дал ей рекомендательное письмо к актёру Орельену Люнье-По, основателю и руководителю театра Эвр (Théâtre de l'Œuvre). Уже через три месяца состоялся дебют Шарлотты на сцене этого театра, а позднее она стала женой Люнье-По.
По совету мужа Шарлотта поступила в Консерваторию (класс Густава Вормса), которую окончила в 1897 году. Ученикам Консерватории запрещалось выступать на сцене, однако Шарлотта продолжала играть в театре Эвр, взяв псевдоним Сюзанна Оклер. Среди её ролей в этом театре были Хильда, Сольвейг («Строитель Сольнес», «Пер Гюнт» Ибсена), Раутенделейн («Потонувший колокол» Гауптмана) и пр.
В последующие годы Сюзанна работала в театрах «Водевиль» и «Жимназ», а в 1900 году вошла в труппу «Театра Антуана», основанного Андре Антуаном. Первым спектаклем, в котором она приняла участие, стала «Обманутая» Жоржа Ансе. Затем ей была предложена непростая роль-травести: Рыжика в одноимённом произведении Жюля Ренара. Сюзанне совершенно не нравился этот образ, однако чтобы вжиться в него, она ежедневно наблюдала за уличными мальчишками, копируя их движения, жестикуляцию и манеру речи. Соответствующим был и её внешний вид: нечёсаные волосы, грязное лицо, угрюмый затравленный взгляд. На генеральной репетиции присутствовал сам автор; когда он попытался объяснить актрисе, каким он видит образ Рыжика, она не выдержала и швырнула в него рукописью — на что Ренар заявил, что вот таким-то и должен быть Рыжик. Премьера спектакля прошла с огромным успехом. Ренар был в восторге от того, как играла Сюзанна, и именно эта роль в одночасье сделала её знаменитой.
Депре продолжила играть в Театре Антуана, а в 1902 году была принята в труппу «Комеди Франсез». В том же году она воплотила на сцене образ, о создании которого мечтала со времён учёбы в Консерватории: Федры в одноимённом произведении Расина. У неё было собственное ви́дение этого образа: она хотела представить не классическую Федру, подобную той, которую играла Сара Бернар, а обобщённый образ страдающей, отчаявшейся женщины, терзаемой страстью. Премьера вызвала бурную полемику; критики называли игру актрисы кощунственной; в числе немногочисленных заступников был Эмиль Фаге. Выступив на сцене Комеди Франсез всего 14 раз, через год Депре ушла оттуда.
Актриса вернулась в Театр Антуана, с которым гастролировала в Южной Америке, а затем — в театр Эвр, где в 1903 году сыграла роль Норы в «Кукольном доме» Ибсена. Эта роль стала её вторым триумфом и прославила актрису не только во Франции, но и за её пределами: в общей сложности Депре играла её более 300 раз. В 1905 году Люнье-По предпринял постановку пьесы Максима Горького «На дне». Депре играла в ней роль Наташи; на роль Василисы была приглашена Элеонора Дузе. Ещё одной яркой ролью актрисы стал Гамлет в постановке Фирмена Жемье. Спектакль вызвал споры в печати: не все критики приняли его. В последующие годы, вплоть до Второй мировой войны, Депре продолжала играть в театре Эвр, а также гастролировала в Норвегии, Финляндии, России (в 1915), Турции и других странах. Современники отмечали простоту и естественность её игры. А. В. Луначарский называл Депре «тончайшей и сложнейшей из актрис Франции»; Эмиль Золя писал: «Её талант правдив и нежен… Но её нежность не исключает ни безукоризненности, ни силы».
Оставив сцену в 1940-х годах, Депре продолжала выступать на радио и сниматься в кино. В общей сложности она снялась в более двух десятков фильмов, в том числе «Les soeurs ennemies» (1915), «Le carnaval des vérités» (1920), «Le Tournoi dans la cité» (1928) и «Maria Chapdelaine» (1934). С 1946 года актриса жила в Ницце. В 1950 году, во время поездки в Париж, у неё начались головные боли. Врачи не смогли ей помочь, и со временем боли стали до такой степени невыносимыми, что Депре попыталась покончить с собой. Её спасли и прооперировали, удалив сгусток крови в головном мозге, бывший причиной страданий. Депре сумела восстановиться и вернуться к нормальной жизни, однако 29 июня 1951 года у неё случилось внутричерепное кровоизлияние и 1 июля актрисы не стало.